# Right here right now
«Right Here Right Now» es el cuarto sencillo de la banda sonora de High School Musical 3: Senior Year, interpretada por Zac Efron y Vanessa Hudgens como Troy Bolton y Gabriella Montez. Es la segunda canción en el álbum. Sin embargo, cuando la canción es cantada en la película, el segundo verso es omitido.

## Lanzamiento
La versión Radio Edit de la canción hizo su estreno en Radio Disney el 10 de octubre de 2008 como parte de su Planet Premiere. Luego la canción fue lanzada exclusivamente en iTunes el 14 de octubre de 2008.
En la versión de la película de la canción, Vanessa Hudgens canta la línea "Then I would thank that star, that made our wish come true." Sin embargo, en el disco, esa línea es cantada por Zac Efron.
Más tarde, en el 'reprise' que forma parte de la versión extendida del DVD, la línea "If this was forever what could be better? We've already prove it was" es cantada por Zac Efron mientras que en el disco, esa línea es cantada por Vanessa Hudgens.

## Video musical
Un avance de la escena de la película (acreditada como el vídeo musical oficial) fue lanzado en Radio Disney. Muestra a Troy y Gabriella cantando y recordando algunos de sus momentos especiales en la casa del árbol de Troy.

## Formatos y lista de canciones
Lista de canciones del sencillo digital iTunes
1. "Right Here Right Now" (Versión Álbum) - 3:55

## Listas
| Lista (2008)                                  | Posición |
| --------------------------------------------- | -------- |
| U.S. Billboard Hot Digital Songs              | 82       |
| U.S. Billboard Bubbling Under Hot 100 Singles | 19       |